# Xenochlorodes olympiaria

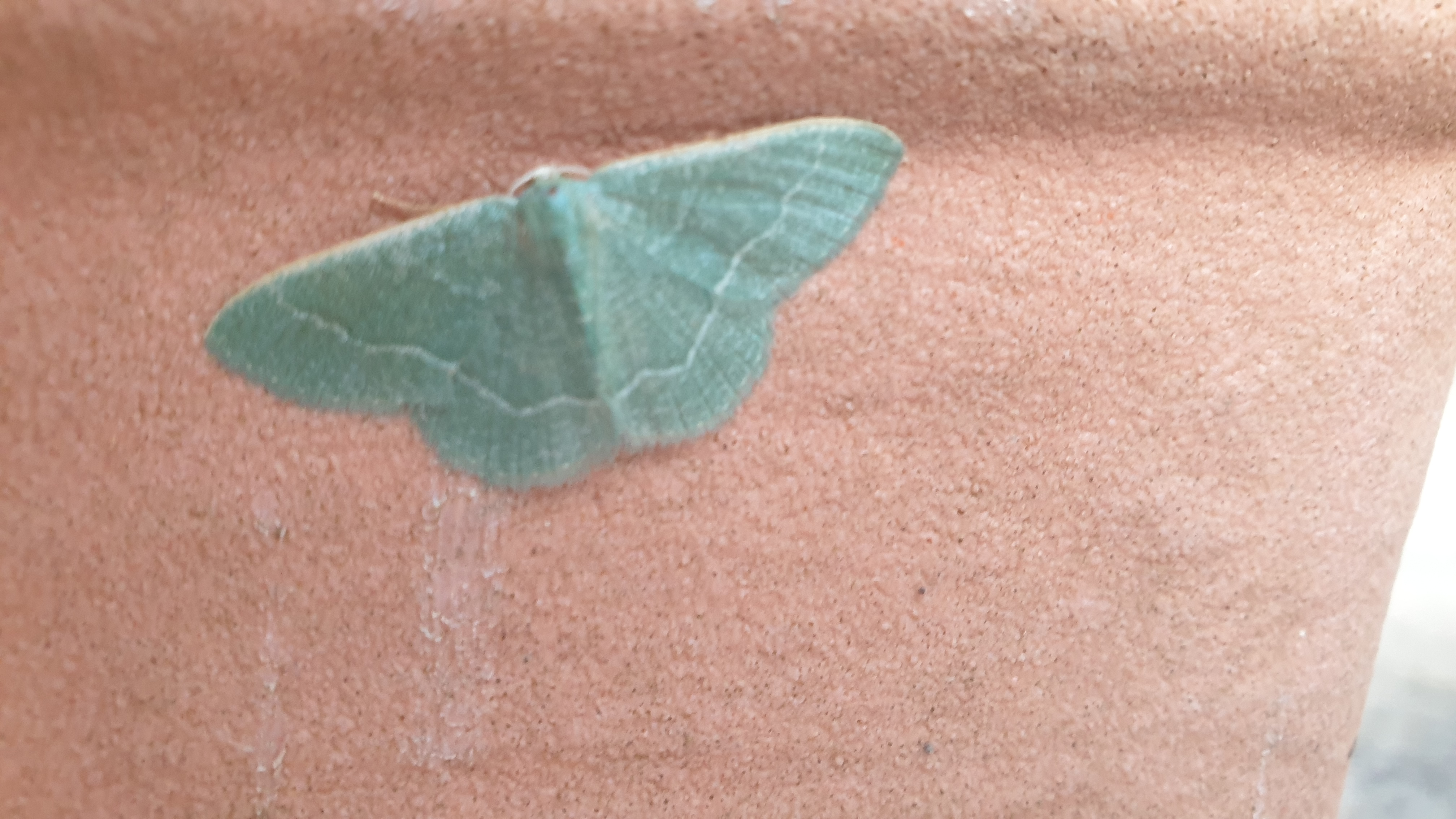
Xenochlorodes olympiaria

Xenochlorodes olympiaria är en fjärilsart som beskrevs av Herrich-Schäffer 1851. Xenochlorodes olympiaria ingår i släktet Xenochlorodes och familjen mätare. Inga underarter finns listade i Catalogue of Life.